# Tuorda Peak
Tuorda Peak är en bergstopp i Antarktis. Den ligger i Västantarktis. Argentina, Chile och Storbritannien gör anspråk på området. Toppen på Tuorda Peak är 870 meter över havet, eller 371 meter över den omgivande terrängen. Bredden vid basen är 0,44 km.
Terrängen runt Tuorda Peak är varierad. Havet är nära Tuorda Peak norrut. Trakten är obefolkad. Det finns inga samhällen i närheten. 